# Joseph Michael Linsner
Joseph Michael Linsner (13 de dezembro de 1968) é um quadrinista dos Estados Unidos.